# Аскот (краватка)

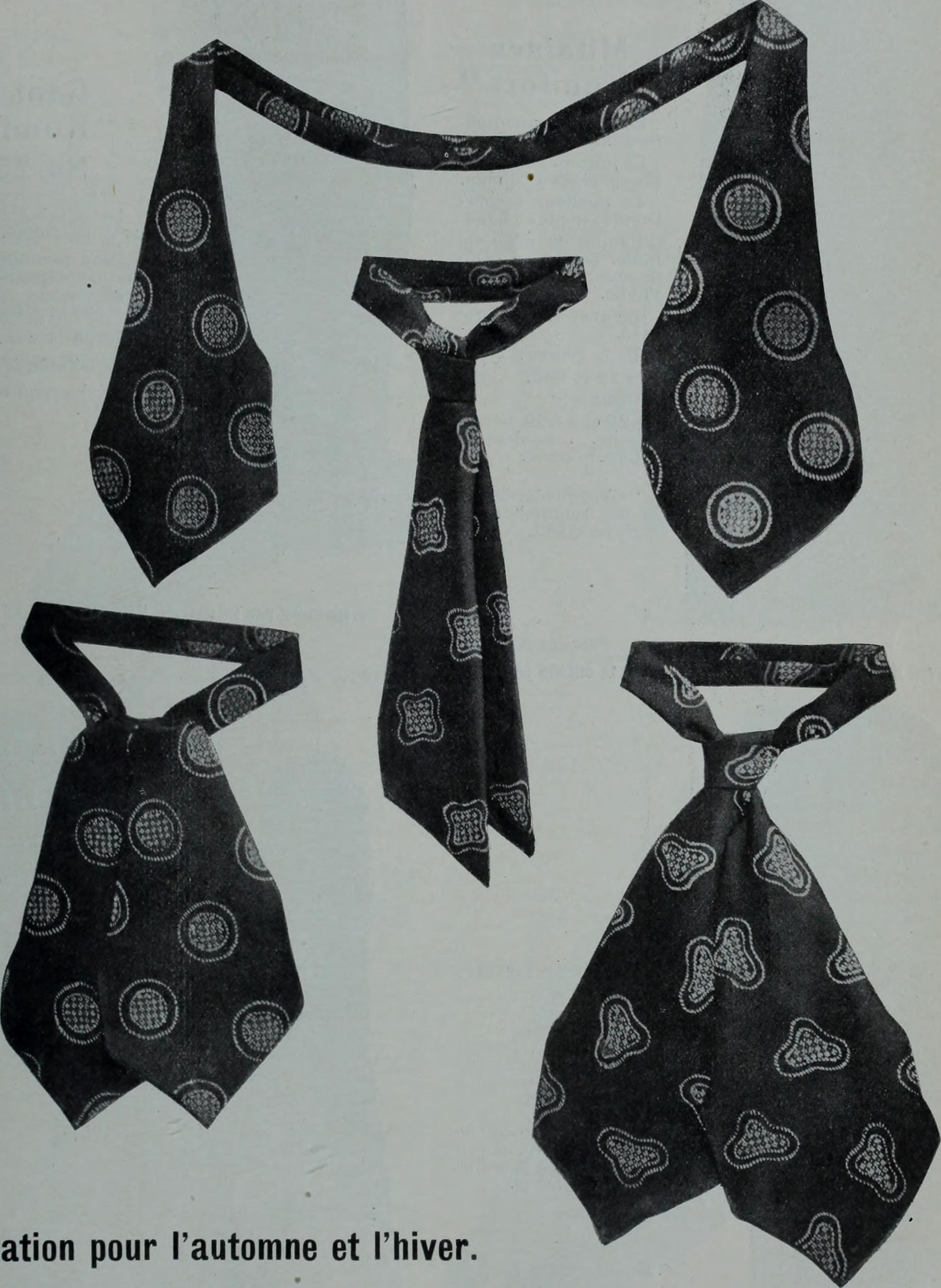
Краватки-аскот початку 20 ст.

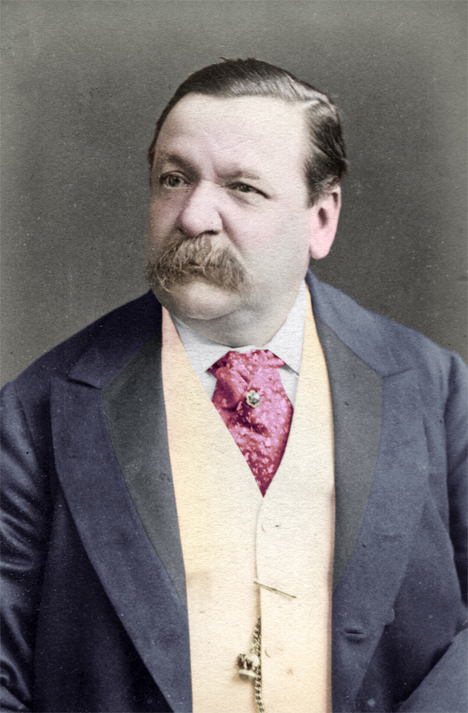
Англійський журналіст Дж. Сейла (1828—1895) у краватці-аскоті

А́скот (англ. ascot tie, ascot) — різновид краватки з вужчою середньою частиною і ширшими загостреними кінцями. Свою назву отримав завдяки скачкам Ascot Racecourse в Аскоті, графство Беркшир. Іноді його плутають з пластроном.
З'явився напочатку XIX ст., бувши розвитком раніших типів краваток. Набув популярності наприкінці XIX ст., до початку XX ст. аскот надівали в урочистих випадках, він був елементом ділового костюма. Досі поширений у США і деяких країнах Європи, зокрема, як неодмінний атрибут весільного вбрання женихів. Існують і неформальні різновиди аскота — їх носять як звичайні шийні хустки.

## Опис
Від звичайної краватки аскот відрізнюється вузькою середньою частиною і симетричними ширшими кінцями. Може зав'язуватися різними способоми: спеціальним вузлом «аскот», вузлом «коколупа» або «рюш» (схожим на вузол «чотири в руці» для звичайної краватки) або простим вузлом (для неформального різновиду аскота). Вузол традиційно закріпляють шпилькою з прикрашеною головкою.

## Схожі види краваток

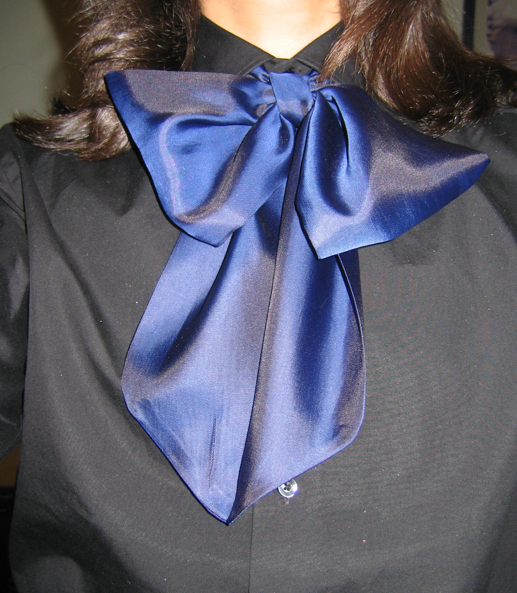
Краватка-лавальєр

### Пластрон
Пластро́н (від фр. plastron — «нагрудник») — краватка у вигляді широкої прямокутної смуги тканини із двома зав'язками. Надягають пластрон на сорочку під жилет чи фрак, аналогічно манишці.

### Лавальєр
Лавальє́р (фр. lavallière) — краватка з короткими широкими кінцями, що нагадує бант чи жабо. Назва пов'язана з фавориткою короля Людовика XIV герцогинею Луїзою де Лавальєр . Спочатку його носили жінки, потім він був перейнятий богемою, студентами і революційною інтелігенцією.

### Фуляр
Фуля́р (фр. foulard) — краватка, схожа на шийну хустку. Від аскота відрізняється формою і способом зав'язування: кінці не заправляють під комір, вони вільно звисають вниз, як у звичайної краватки.